# František Xaver Lederer

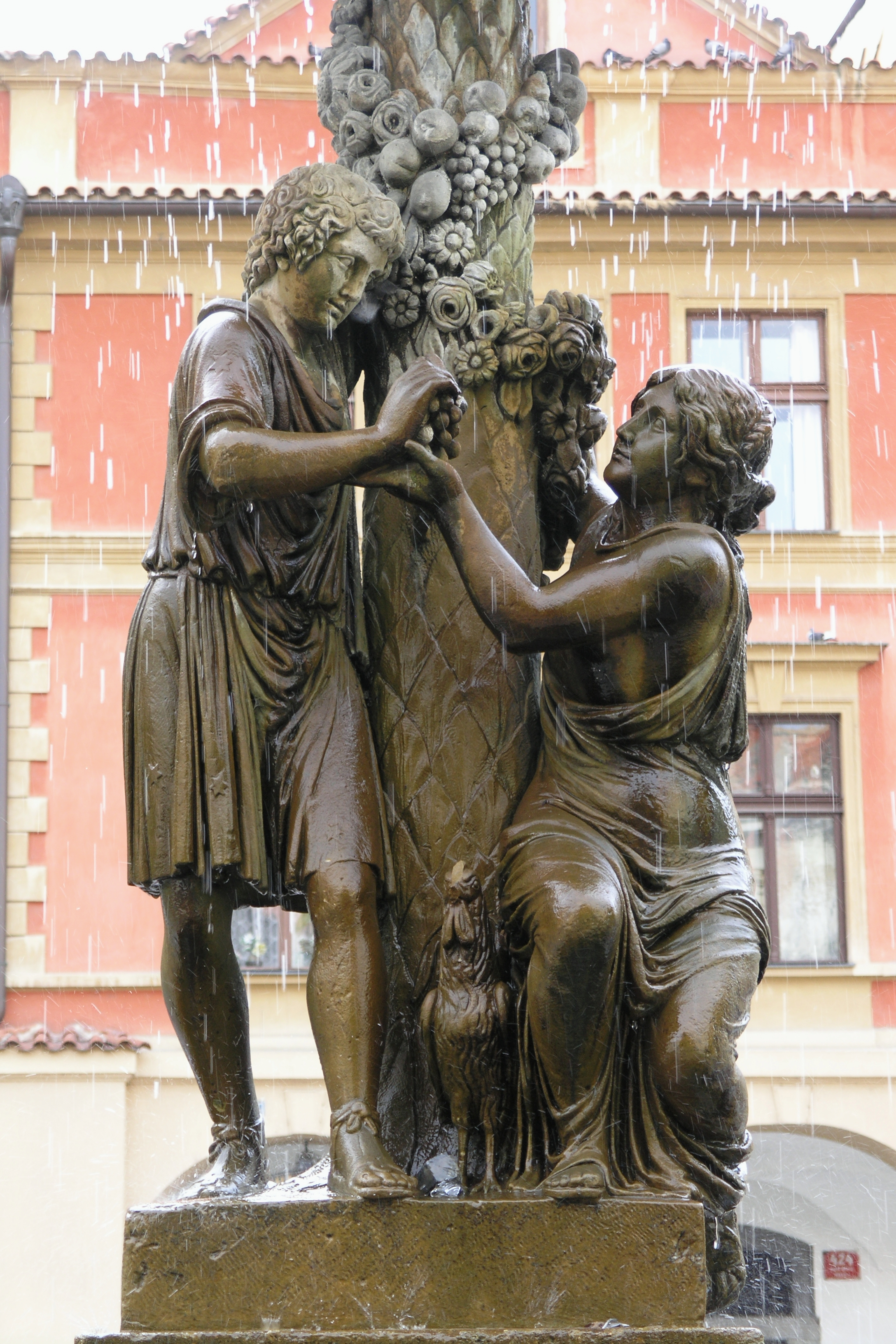
Sousoší na Wimmerově kašně je nazýváno např. Milenci a labuť, ale jeho interpretace je nejednotná

František Xaver Lederer, též Xaver Leder (křtěn 15. června 1758 Praha – 8. srpna 1811 Praha) byl pražský kamenosochař období neoklasicismu.

## Život
Narodil se v Praze jako prvorozený syn sochaře Josefa Jana Lederera (1719-1778, v matrice narození otec zapsán jako Josef Leder) a jeho manželky Ludmily. Pokřtěn byl Vít Kristián František. Vyučil se v otcově dílně stejně jako jeho bratr Karel Lederer.
Dne 25. listopadu 1790 se oženil s Annou Kheilovou.
Byl vrstevníkem sochařů Václava Prachnera, Ignáce Michaela Platzera a Josefa Malínského, s nimiž jeho autorství náhrobků bývá někdy zaměňováno. Kolem roku 1780 si otevřel vlastní dílnu na Novém Městě pražském a věnoval se většinou zakázkám náhrobní plastiky pro šlechtické rodiny i měšťany, ale také architektonické plastice, jak dosvědčuje výzdoba zadního průčelí Klementina z roku 1785, nebo výzdobě veřejných prostranství, jak vidíme na Wimmerově kašně.

## Dílo
- Výzdoba štítu východního portálu Klementina na Mariánském náměstí (1785), nejstarší doložená zakázka.
- Dafnis a Chloé
- Alegorie zániku krásných umění, reliéf z let 1789 - 1790, originál se nedochoval, model zlacená sádra, Národní galerie v Praze
- náhrobní plastika s kenotafem hraběnky Antoinetty Hartigové (1790), zámecký park Horní Beřkovice; nápisová deska s francouzským textem označuje jako "pomník bolesti" pětiletého děvčete
- Náhrobek Elisabethy Bertoniové s truchlící ženou a dvěma putty,(1792), Olšanské hřbitovy I. Praha
- Náhrobek Antonie Bertoniové s truchlící ženou (1792)
- Náhrobek obchodníka Aloise Zarabary (1792), Olšanské hřbitovy I. Praha
- Náhrobek hejtmana Wilhelma, svobodného pána von Watlet (1793), druhotně použitý roku 1815 pro Josefa rytíře Clannera, obersta k.k. artilerie; Olšanské hřbitovy IX. Praha
- Náhrobek Karla Krezera (1794), Olšanské hřbitovy
- náhrobek Johanny z Bittu, rozené Zunerové z Freyenthurnu (1798); Chotětov, u kostela sv. Prokopa
- Busta císaře Františka I. (1797), mramor, Strahovská knihovna Filozofický sál,
- Wimmerova kašna, pískovec (1797), střední sloup ve tvaru palmy s motivem labutě a milenců (jejichž výklad není jednoznačný, bývá odvozován z biblické Písně písní, nebo považován za alegorii vinařství a sadařství); byla nejprve posunutá z dopravních důvodů od paláce svého objednavatele Jakuba Wimmera v Nových alejích (dnešní Národní třída) koncem 19. století do Wimmerových sadů na Vinohradech a dále po roce 1900 na Uhelný trh v Praze. Originál sousoší byl poškozen vandalem a následně roku 1974 přenesen do Lapidária Národního muzea.
- Náhrobek neznámé osoby, druhotně použitý pro rodinu Knirschovu, (kolem 1800), Kolín-Zálabí, bývalý hřbitov
- Náhrobní deska Ondřeje Hirsche s reliéfem dvou truchlících mužů, (1803), Zdiby, u kostela Povýšení sv. Kříže
- Náhrobek rodiny Koseových (cca 1805), Olšanské hřbitovy II. Praha
- Náhrobek rodiny Straussů (1805), dodatečně přetesaný pro Josefa a Annu Wagnerovy, Broumov
- Náhrobní plastika neznámé osoby se sochou truchlícího vojína se zhašenou pochodní života a věncem, bez nápisové desky, (kolem 1800), SČG Litoměřice
- Náhrobek neznámé osoby s urnami a truchlícím chlapcem, bez nápisu, (kolem 1800), Panenský Týnec
- Náhrobek Karla Krezera, (1805), Praha- Kyje